# 완리구 (신베이시)

완리 구의 위치

완리구(한국어: 만리구, 중국어: 萬里區, 병음: Wànlǐ Qū)는 중화민국 신베이시의 구이다. 넓이는 63.3766km2이고, 인구는 2015년 8월 기준으로 22,645명이다.

## 역사
완리는 전승에는 정성공이 네덜란드인을 축출한 후, 복건으로부터 홍수각이라는 자가 이곳으로 이주 해, 어업을 시작했던 것이 취락의 시작으로 되어 있다. 청대가 되어 1684년에는 제라현에 귀속했고, 그 후 담수청 담수보, 지란보, 기륭청 금포리로 행정 개편이 계속되었다. 1895년 일본의 통치가 시작되면 처음에 다이호쿠 현 기룽 지청에 속했지만, 그 후 기룽 청 긴호 지청, 다이호쿠 현, 다이호쿠 주 기룽 군 만리 장(万里庄)으로 행정제 개편이 행해졌다. 전후에는 완리 향이 설치되어 타이베이 현 지룽 구에 속하고 있었지만, 1950년에 구제 폐지와 함께, 타이베이 현 직할이 되었다.